# Koragallu, Somvarpet
Koragallu là một làng thuộc tehsil Somvarpet, huyện Kodagu, bang Karnataka, Ấn Độ.